# متحف محمد ناجي
متحف محمد ناجي هو متحف فوتوغرافي تاريخي يقع في 9 شارع محمود الجندي بالقرب من هضبة الجيزة، في حي الهرم بالجيزة، في جنوب غرب مدينة القاهرة الكبرى. أسسه محمد ناجي في عام 1952 مرسمًا له، حيث كان رائدًا في التصوير الفوتوغرافي المصري الحديث، ويعتبر من أشهر الرسامين في مصر الحديثة. حول المرسم بعد وفاته إلى متحف وافتتحه رسميًا وزير الثقافة المصري ثروت عكاشة في 13 يوليو 1968. تم تجديد المتحف في عام 1991.

## التاريخ
كان ناجي رائدًا في فن التصوير الفوتوغرافي المصري الحديث، وعندما كان مديرًا لمتحف الفن الحديث (الآن مركز الجزيرة للفن الحديث) بعد عودته من فلورنسا حيث كان يتدرب في عام 1952، بنى الاستوديو الخاص به في قطعة أرض يملكها، وبعد وفاته اشترت وزارة الثقافة الاستوديو الخاص به في عام 1962 وحولته إلى متحف على شرفه. يضم المتحف 1200 قطعة معروضة، وتبرعت شقيقته عفت ناجي والتي كانت أيضًا رسامة ولها متحف آخر لأعمالها، بنحو 40 لوحة زيتية لناجي للمتحف الجديد، ومجموعة كبيرة من رسوماته وأمتعته الشخصية.
أشترت وزارة الثقافة العديد من لوحات ناجي الزيتية في عام 1987 وتبرعات أخرى من شقيقته، وتم تجديد المتحف وإعادة افتتاحه في عام 1991. ويوجد بالمتحف لوحة "النهضة المصرية" التي عُرضت في صالون باريس وكُرمت بميدالية ذهبية.
أصدر المتحف كتالوجاً بعنوان "عائلة الفنان في البلاد".